# Nancy McKay
Nancy MacKay (Smethwick, Inglaterra; 16 de mayo de 1922-Bowmanville, Canadá; 4 de enero de 2024) fue una atleta canadiense de origen inglés, especialista en la prueba de 4 × 100 m en la que llegó a ser medallista de bronce olímpica en 1948.

## Carrera deportiva
En los JJ. OO. de Londres 1948 ganó la medalla de bronce en los relevos de 4 x 100 metros, con un tiempo de 47.8 segundos, llegando a meta por detrás de Países Bajos y Australia, siendo sus compañeras de equipo: Viola Myers, Diane Foster y Patricia Jones.